# Crumbach
Der Crumbach, auch Grumbach genannt, ist ein gut zwei Kilometer langer, linker und westlicher Zufluss der Gersprenz bei Fränkisch-Crumbach. Zusammen mit dem Bach an der Frohndelle, dem längeren seiner beiden Quellbäche, erreicht er eine Länge von etwa vier Kilometern.

## Geographie

### Verlauf
Der Crumbach entsteht aus dem Zusammenfluss des rechten Bachs an der Frohndelle und des linken Güttersbachs westlich von Fränkisch-Crumbach. Er fließt durchweg ostwärts, bald im Siedlungsbereich des Dorfes, und mündet am östlichen Ortsrand in einen Seitenarm der Gersprenz.

### Zuflüsse
- Bach an der Frohndelle (rechter Oberlauf), 1,7 km
- Güttersbach (linker Oberlauf), 1,2 km
- Schleiersbach (links), 2,0 km
- Bach an dem Schreinersgrund (links), 3,0 km

### Flusssystem Gersprenz
- Fließgewässer im Flusssystem Gersprenz